# Bilciurești
Bilciurești – wieś w Rumunii, w okręgu Dymbowica, w gminie Bilciurești. W 2011 roku liczyła 1281 mieszkańców.